# Alfonso Herrera
Alfonso Herrera Rodriguez (28. kolovoza 1983. – Mexico City) meksički je glumac i glazbenik, bivši član glazbenog sastava RBD.

## Glumačka karijera
Alfonso je završio prestižnu glumačku školu Cenrto de Education Artista te započinje glumiti u kazalištu. Glumio je u nekoliko hvaljenih predstava.
2002. započinje glumiti u seriji Clase 406 zajedno s Dulce Mariom, Anahí i Christianom Chavezom, s kojima će kasnije glumiti u seriji Rebelde. 
2004. postaje dio svjetski uspješne sapunice Rebelde. Herrera je glumio lik Miguela Aranga, tinejdžera koji se preselio u Mexico City zbog osvete.
Nakon svršetka snimanja serije, Herrera glumi u nekoliko filmova. Nije ostvario zapaženiju ulogu sve do 2009. kada je započelo snimanje serije Camaleones.

## Pjevačka karijera
2004. postaje član glazbenog sastava RBD. S njima je snimio devet albuma i održao više turneja po cijelom svijetu. Nakon raspada sastava Herrera je rekao kao nema namjeru postati samostalni pjevač jer se ne vidi kao glazbenik. 

## Filmografija
- Telenovele
  - Clase 406 - Juan David Rodríguez Pineda (2002. – 2003.)
  - Rebelde - Miguel Arango Cervera (2004. – 2006.)
  - Kameleoni - Sebastian Jaramillo (2009.)

- Televizijske serije
  - RBD: La familia - Poncho (2007.)
  - Terminales - Leonardo Carral (2008.)
  - Mujeres asesinas - Esteban (2009.)
  - Tiempo final - Arturo (2009.)

- Filmovi
  - Amar te duele - Francisco (2002.)
  - Volverte a ver - Pablo (2008.)
  - Venezzia - Frank Moore (2009.)

- Kazalište
  - El hombre almohada (The Pillowman) - Michal (2008.)
  - Rainman - Charles Babbit (2010.)

## Diskografija
s RBD
- 2004: Rebelde (album)
- 2005: Nuestro Amor
- 2006: Celestial
- 2006-2007: Rebels
- 2007: Empezar Desde Cero
- 2008: Best of RBD
- 2009: Para Olvidarte De Mi